# キタカラ
キタカラ（KITAcolor）は、北海道稚内市にある複合施設（駅ビル・バスターミナル・道の駅）。名前は全国公募によって決定し、「北から創（はじ）める」「北（KITA）の色（color）に染まる」「日本の一番北に位置する稚内から創まり、日本全国に…最終的には世界各国まで、稚内の色に染めていきたい」という意味が込められている。

## 概要
キタカラ（KITAcolor）は鉄道駅（JR稚内駅）やバスターミナル（稚内駅前バスターミナル）を併設し、道の駅（道の駅わっかない）機能を有する交通結節点になっているほか、売店や飲食店、コンビニエンスストア、観光協会、地域交流センター、映画館、グループホーム、高齢者住宅が入居している。また、みなとオアシス「わっかない」を構成する施設になっている。

## 沿革
稚内市では水産加工業の衰退や人口減少に加え、稚内駅周辺の中心市街地から郊外化が進んでいたため、2002年度（平成14年度）策定の「稚内市市街地総合再生ビジョン」から「稚内港マリンタウンプロジェクト」や第一副港地区での「稚内市第一副港地区シーグランド計画」との相互調整を図り、2003年度（平成15年度）策定の「市街地総合再生計画」において稚内駅周辺を「複合交通ターミナル」と位置づけて「マチ」と「みなと」を結ぶ接続拠点として機能することを目指し、事業化に向けた検討を進めてきた。2006年（平成18年）に都市計画決定した「稚内駅前地区第1種市街地再開発事業」は施設規模や事業採算性の再検討を経て、2008年（平成20年）に事業認可を受けて翌年に着工した。かつての駅前ロータリー跡に複合施設の西側（バスターミナル、地域交流センター、映画館など）、旧稚内駅舎跡に稚内駅を新築した後に複合施設東側（グループホーム、高齢者住宅）を建設した。
年表
- 2009年（平成21年）：第1期工事着工[16]。旧西條百貨店解体工事[16]。
- 2010年（平成22年）：稚内駅2番線廃止[16]。第1期供用開始（高齢者住宅除く）[16]。
- 2011年（平成23年）：稚内駅舎竣工[16]。第2期工事着工[16]。施設の名称が「キタカラ」（KITAcolor）に決定。
- 2012年（平成24年）：高齢者住宅竣工[16]。グランドオープン[16]。

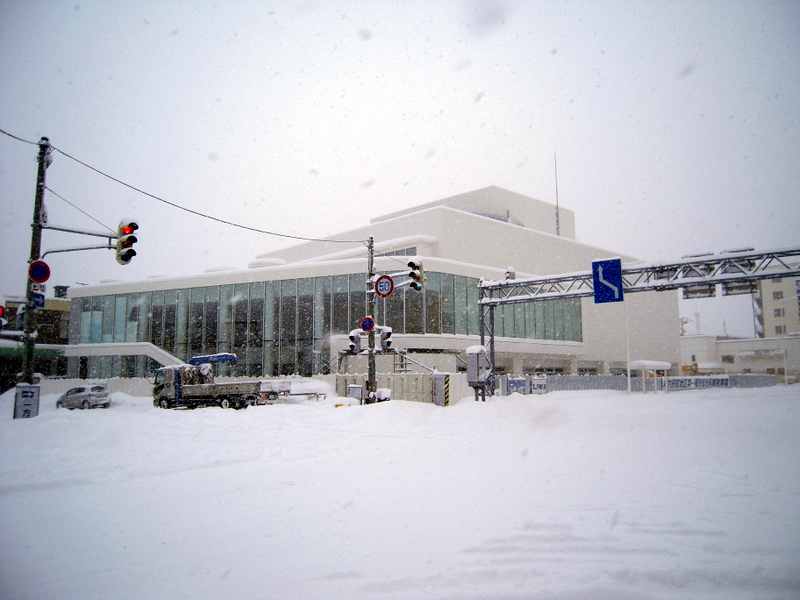
第1期工事中の外観（2010年3月）
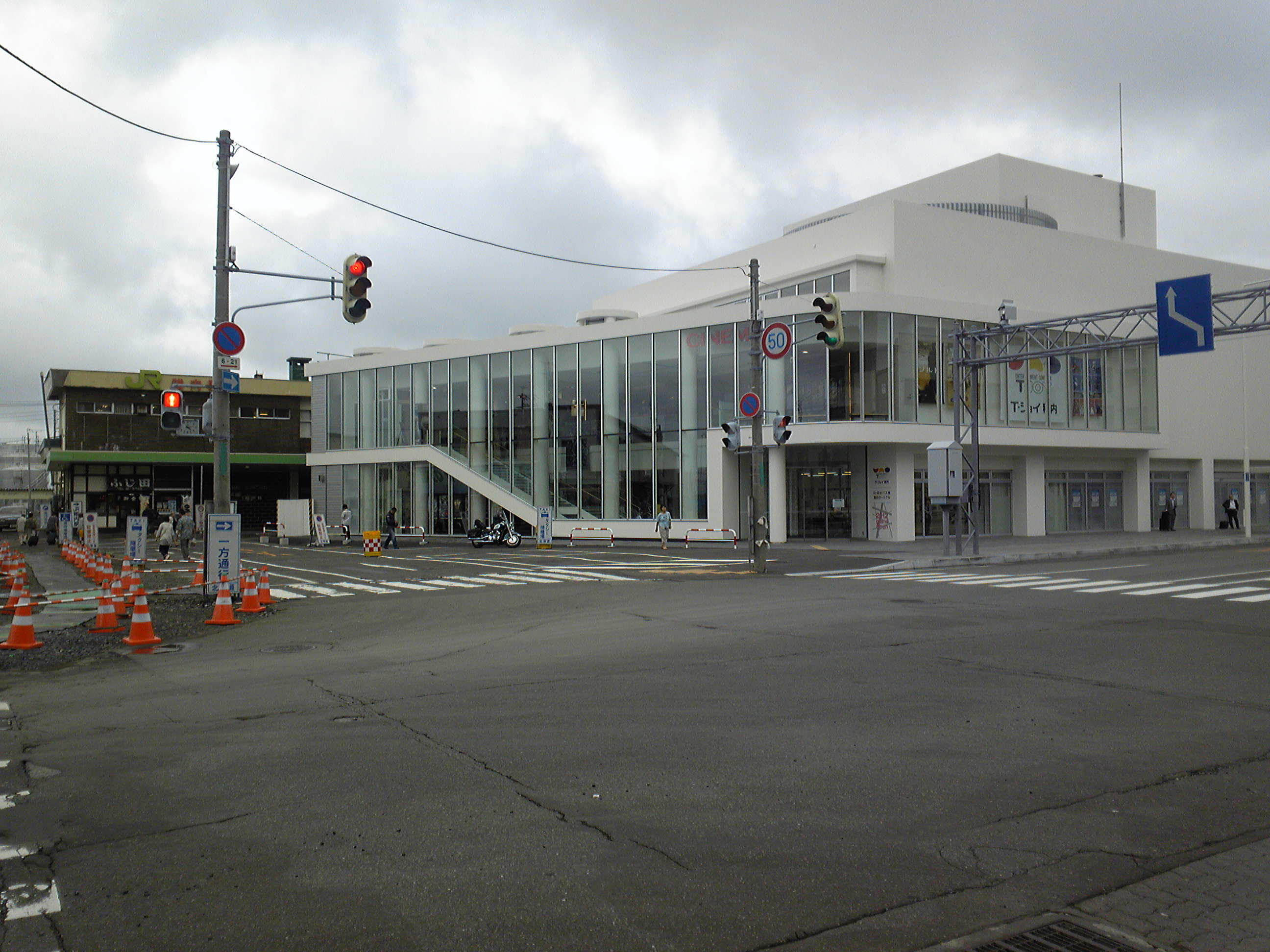
旧稚内駅舎と再開発ビル（2010年8月）
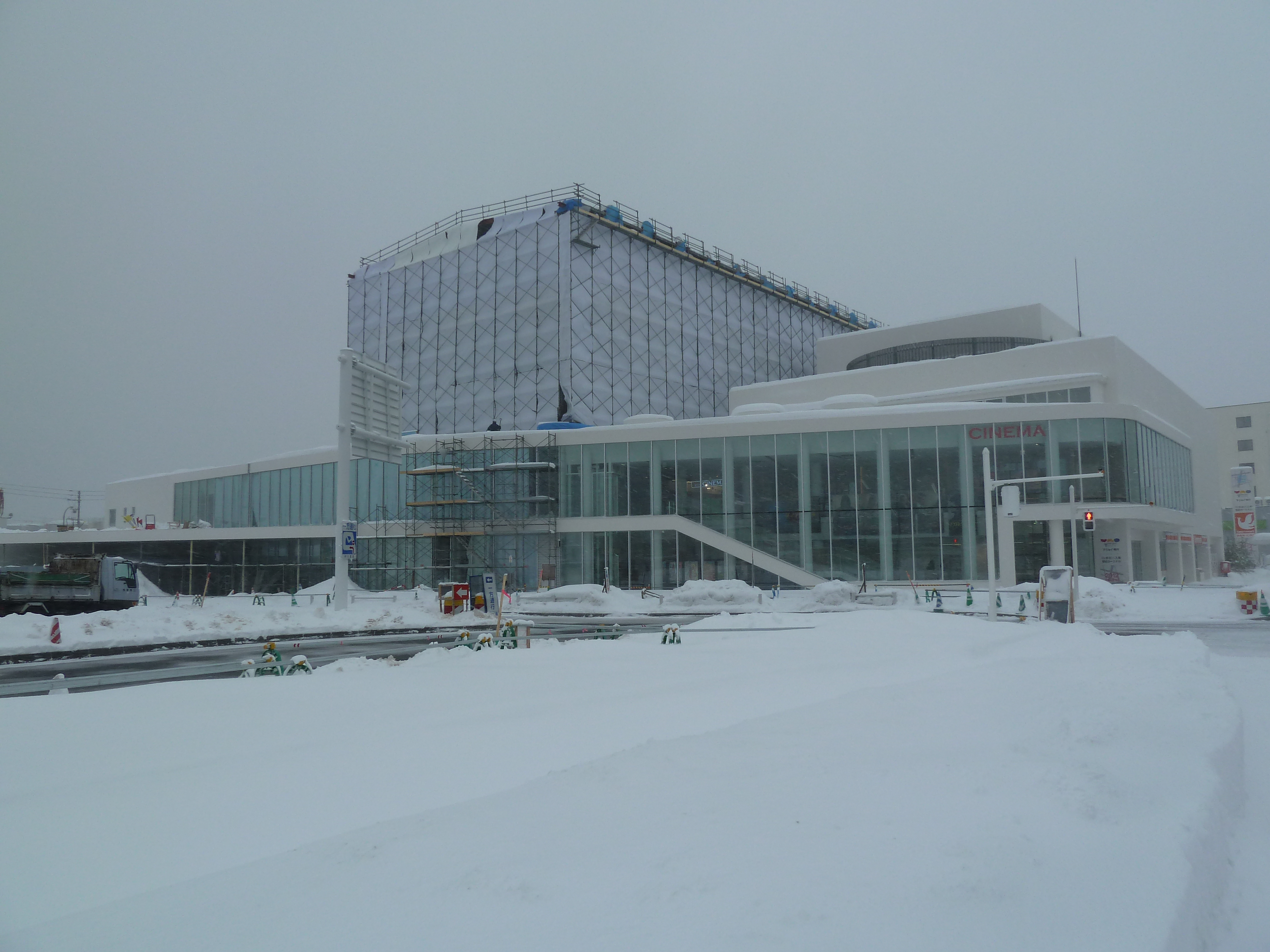
第2期工事中の外観（2011年12月）
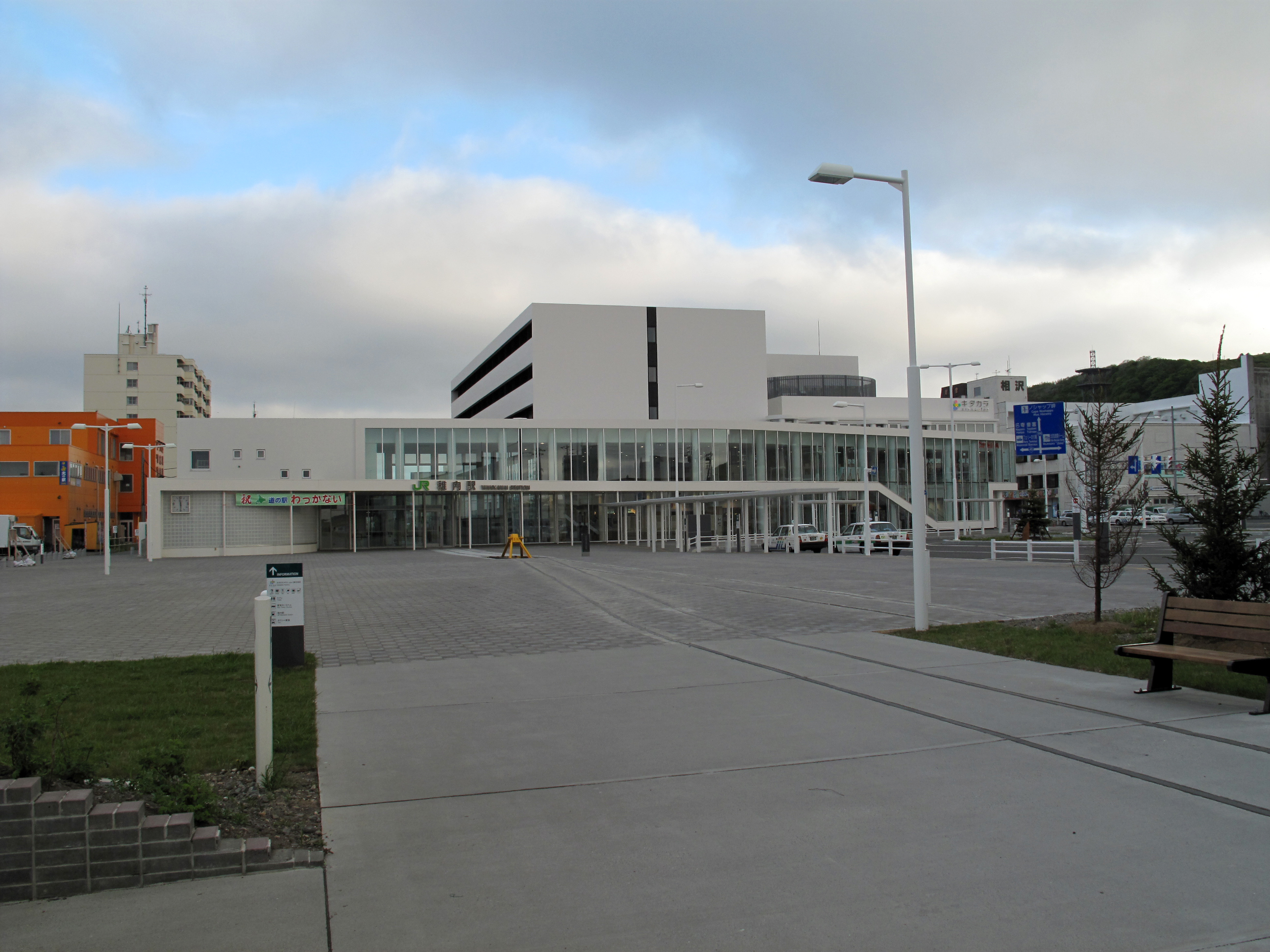
キタカラ（KITAcolor）外観（2012年6月）

## 施設

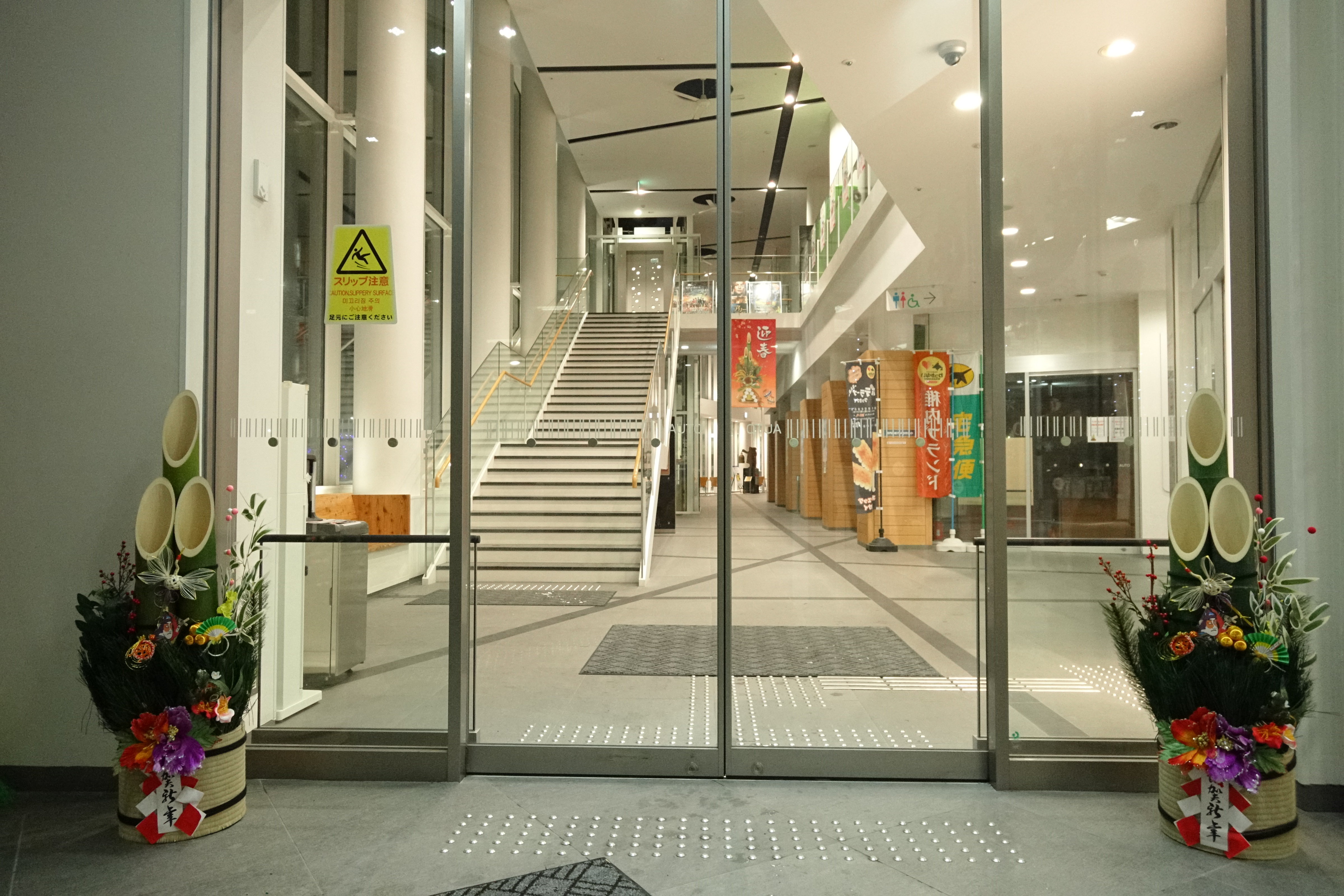
キタカラ 西側入口

### 稚内駅前バスターミナル

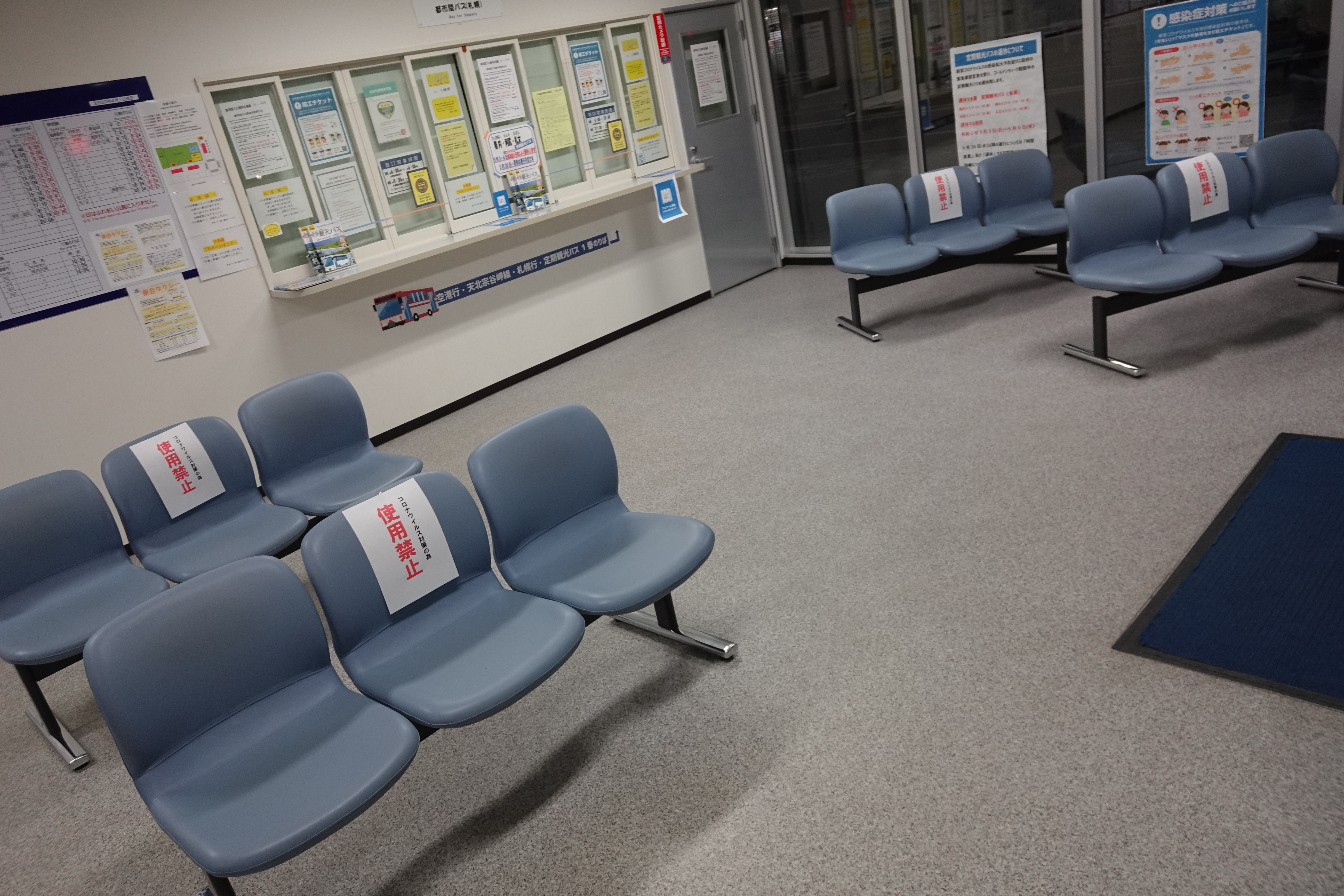
バスターミナル待合所

### 道の駅わっかない
道の駅わっかない（みちのえきわっかない）は、複合施設「キタカラ」（KITAcolor）にある道の駅。
日本最北端の道の駅になっている。
施設（道の駅として）
前述及び後述の記述と重複するものは省く。
- 駐車場
  - 普通車：88台
  - 大型車：11台
  - 身障者用：2台
- トイレ（24時間使用可能）
  - 男：大2器、小6器
  - 女：6器
  - 身障者用：1器
- 公衆電話
- インフォメーション
- AED
- 公衆無線LAN
- EV充電器：1器（12月1日から3月31日の間は使用不可）

### 稚内市地域交流センター

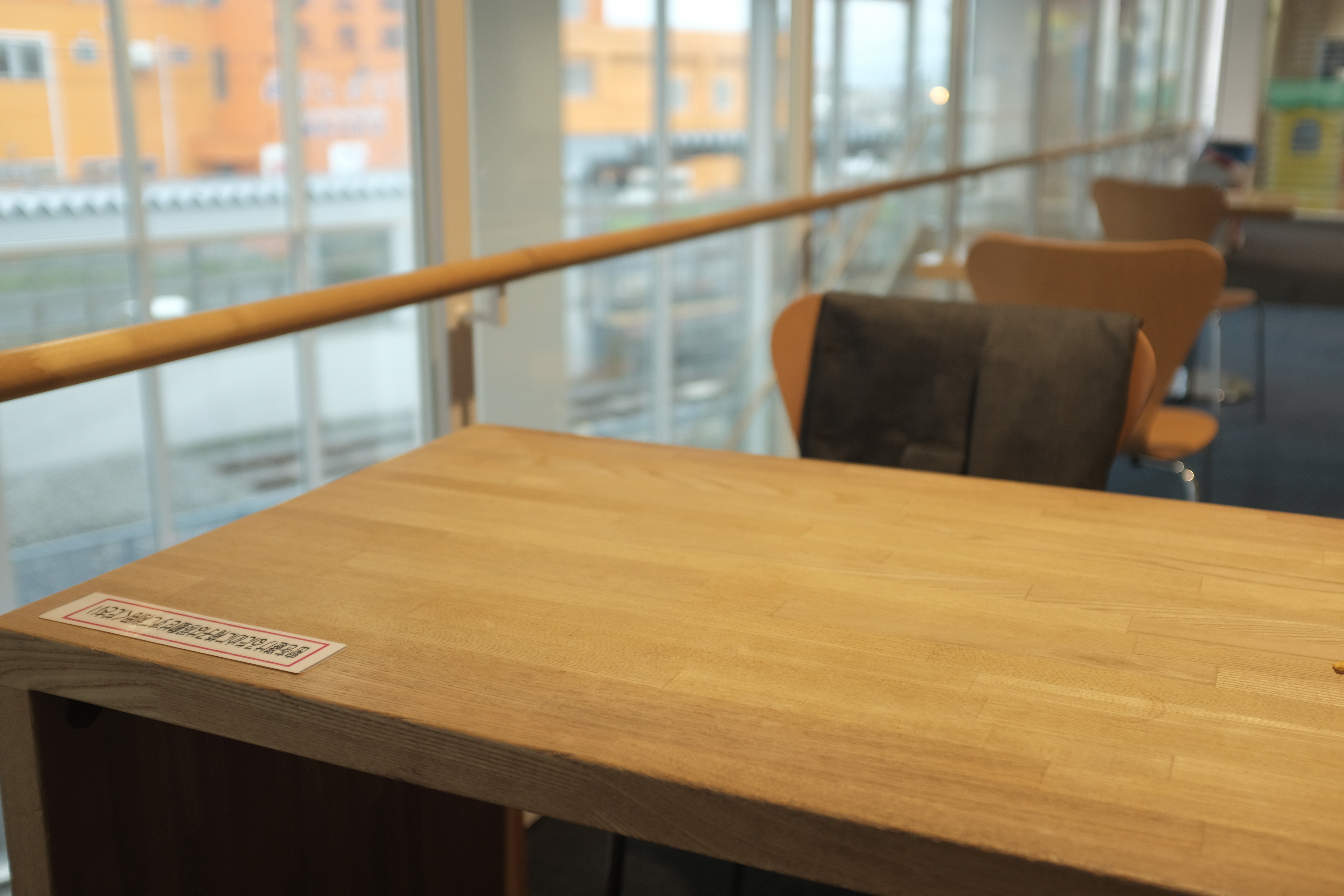
多世代交流ロビー

- 1F
  - アトリウム
  - まちなか情報コーナー
- 2F
  - 多世代交流ロビー
  - キッズルーム
  - 市民活動室

- 多世代交流ロビー

### T・ジョイ稚内
T・ジョイ稚内（ティ・ジョイわっかない）は、「キタカラ」の2階に所在する映画館。
概要
稚内市は1988年に「稚内劇場」と「日本劇場」の2館が閉館して以降、映画館が皆無となっていた。
そんな中、建設会社「藤建設」の代表・藤田幸洋とレンタルビデオ店を営んでいた高橋一平の2人が代表となり、2009年8月18日に同市と地元企業からなる第3セクター会社として最北シネマ株式会社を設立。同社と、大手映画会社の東映などが出資するシネマコンプレックス運営会社のティ・ジョイが共同となり、2010年6月12日、「キタカラ」の開業と同時に、市内では22年ぶりとなる映画館として開館した。開業にあたり、遠別町出身の映画評論家である品田雄吉が自身が亡くなるまで特別顧問を務めていた。
日本最北端に位置する映画館であることから、鑑賞チケットには「最北の映画館へようこそ」と記されている。
ティ・ジョイとは名乗っているものの、経営主体は最北シネマであるため、インターネットを使った映画チケット予約・購入システムである「KINEZO」が導入されていない、3D映画用設備が干渉シャッター方式のドルビー3Dや液晶シャッター方式のXpanDではなく、系列館唯一となる円偏光方式のRealDが導入されているなど、直営館とはサービス面で異なるところがある。
スクリーン
| スクリーンNo. | 座席数 | 車椅子席 | 備考                        |
| ------------- | ------ | -------- | --------------------------- |
| 1             | 65     | 1        | 3D対応                      |
| 2             | 85     | 1        | デジタルライブ サウンド対応 |
| 3             | 97     | 1        | 3D対応                      |

### その他各種店舗
- ワッカナイセレクト（売店）
- orange egg（軽食など）
- セレクトカフェ モカマタリ（カフェ）
- お食事処 ふじ田（食堂。旧駅舎時代から営業）
- セイコーマート（コンビニエンスストア）
- 稚内観光協会 観光案内所

### グループホーム特定施設
- ふれあいの里 グループホームわっかない 絆
  - ユニット数：2[25]
  - 入居定員：18名（各ユニット9名）[25]
  - 居室数：18室（全室個室）[25]
- ふれあいの里 わっかない 風華
  - 入居定員：36名[26]
  - 居室数：36室（全室個室）[26]

## 受賞
- 『平成25年度都市計画学会賞』計画設計賞[27][28]
- 『平成25年度日事連建築賞』一般建築部門奨励賞[27][29]
- 『平成25年度北海道福祉のまちづくり賞』[27][30]。
- 『2013年度グットトイレ』[27]

## アクセス
- 稚内フェリーターミナル、稚内港国際旅客ターミナルから車で約2分、徒歩約15分
- 稚内空港から空港連絡バスで約30分
- 旭川からJR（特急列車）で約4時間、車で約5時間
- 札幌からJR（特急列車）で約5時間、車で約6時間